# Clubiona falcate
Clubiona falcate este o specie de păianjeni din genul Clubiona, familia Clubionidae, descrisă de Tang, Song și Zhu în anul 2005. Conform Catalogue of Life specia Clubiona falcate nu are subspecii cunoscute.